# Merry Christmas... Have a Nice Life
Merry Christmas...Have A Nice Life è un album di Cyndi Lauper a tema natalizio, pubblicato nel 1998 dalla Epic Records (Sony).

## Il disco

### Produzione
Dopo la non-tanto-buona-promozione da parte della major, per l'album "Sisters of Avalon", del 1997, e la partecipazione con il "Wildest Dreams Tour" di Tina Turner, non c'è nessun rinnovo contrattuale in vista da parte della casa discografica. Merry Christmas...Have A Nice Life, per Cyndi Lauper, risulta, fino al 2003, l'ultimo album pubblicato dalla Epic-Sony.

### Brani
Oltre la rivisitazione di un brano classico del 1958, come Rockin' Around the Christmas Tree, scritta da Johnny Marks ed interpretata originariamente da Brenda Lee, e di brani più tradizionali come I Saw Three Ships (Come Sailing In) (nell'album è Three Ships), In the Bleak Midwinter, poesia di Christina Rossetti musicata da Gustav Holst, e Silent Night, brano natalizio di origine austriaca, Cyndi Lauper aggiunge qualcosa di suo con altri 5 brani inediti.
L'album si apre con Home On Christmas Day, canzone pop-rock scritta insieme a Rob Hyman e William Wittman, segue Early Christmas Morning, già apparsa nell'edizione giapponese dell'album Sisters of Avalon, caratterizzato da un insieme di fisarmoniche e particolare per l'intro, cantato da un coro di bambini.
Un altro brano inedito è Christmas Conga, oltre ad esplodere in una ritmica pop-dance, dove la stessa Lauper augura a tutti [...] Merry Christmas...Have a Nice Life! [...], la canzone stessa raggiunge il suo apice nel ritornello "Come on and hold my hips a little longer as we do the Christmas Conga / Bonga, bonga, bonga, Do the Christmas Conga".

### Critica
Nel suo insieme Merry Christmas...Have A Nice Life è piuttosto deludente, anche se l'intento della Lauper è quello di creare un album coinvolgente, da ascoltare durante le feste di Natale. C'è un disastroso miscuglio di sottogeneri musicali tra le canzoni: nell'album si passa da un brano pop-dance, pieno di fisarmoniche e campanellini natalizi, a brani strumentali, del tutto sperimentali. Musicalmente parlando, ne risentono le revisitazioni, piuttosto azzardate e stravolte, di "Rockin' Around the Christmas Tree" e anche brani più folkloristici come "Three Ships" e "In the Bleak Midwinter" che vengono riarrangiati solo con l'aggiunta di strumenti a fiato, talvolta anche troppo lenti come "Silent Night", in cui la melodia è ridotta al minimo; rimane il dubbio, se estrapolati da questo contesto, potrebbero risultare interessanti.
Non va a buon fine, inoltre, l'aggiunta di una copertina che cerca di essere più ironica possibile, con l'idea di ricreare un'atmosfera natalizia.

## Tracce
1. Home On Christmas Day - 4:07 (Cyndi Lauper - Rob Hyman - William Wittman)
2. Early Christmas Morning - 5:06 (Cyndi Lauper - Jan Pulsford)
3. Rockin' Around the Christmas Tree - 2:45 (Johnny Marks)
4. Christmas Conga - 3:31 (Cyndi Lauper - Jan Pulsford)
5. Minnie and Santa - 3:56 (Cyndi Lauper - Jan Pulsford)
6. Feels Like Christmas - 4:31 (Cyndi Lauper - Rob Hyman - Eric Bazilian)
7. Three Ships - 2:08
8. New Year's Baby (First Lullaby) - 4:28 (Cyndi Lauper)
9. December Child - 3:11 (Cyndi Lauper - Jan Pulsford)
10. In The Bleak Midwinter - 4:02 (Gustav Holst - Christina Rossetti)
11. Silent Night - 4:19 (Joseph Mohr - Franz X. Gruber)